# Representación Nacional de Centroamérica
Representación Nacional de Centroamérica fue una confederación creada en 1849 por El Salvador, Honduras y Nicaragua, para uniformar ciertos aspectos de sus políticas, establecer una única representación exterior e instituir autoridades comunes.

## Historia
Se estableció mediante un pacto suscrito el 8 de noviembre de 1849, en la Conferencia de León, una de las múltiples conferencias unionistas centroamericanas, celebrada en León, Nicaragua, por representantes de esos tres Estados.
El pacto fue ratificado por el gobierno salvadoreño en el 27 de febrero de 1850. En el 5 de marzo de 1850, la Asamblea General de El Salvador nombró a los representantes que por parte de su estado debían concurrir a la representación nacional, siendo representantes propietarios los señores José María Silva y José Sacasa y suplentes los señores Gerardo Barrios y Manuel Rafael Reyes. También lo ratificó el gobierno nicaragüense; la legislatura de Nicaragua nombró como representantes propietarios a Pablo Buitrago y Laureano Pineda y suplentes a Gregorio Juárez Sacasa y Hermenegildo Zepeda.
La Representación Nacional se instaló solemnemente en el 9 de enero de 1851 en la ciudad de Chinandega; integrada por Buitrago y Hermenegildo Zepeda Fernández por Nicaragua, José Guerrero por Honduras, Francisco Barrundia y Silva por El Salvador. Su directorio de organizó, siendo nombrado Presidente Hermenegildo Zepeda Fernández, primer secretario Silva y segundo secretario Buitrago.
La Confederación tuvo poco éxito. Costa Rica, que fue invitada a adherirse al pacto, se abstuvo de hacerlo. En septiembre de 1850 el gobierno de Honduras propuso a todos los países centroamericanos reunir una Asamblea Constituyente, pero la idea no tuvo acogida. El Salvador y Honduras emprendieron una guerra contra Guatemala, que concluyó con la victoria guatemalteca en febrero de 1851. 
En el 3 de mayo de 1851, Francisco Dueñas ocupó el poder ejecutivo del Estado de El Salvador por depósito del vicepresidente José Félix Quirós. El gobierno salvadoreño hizo una comunicación de este depósito en el 7 de mayo y fue recibido por la Representación Nacional en el 22 de mayo de 1851; por medio del secretario de relaciones interiores, la representación contestó al gobierno salvadoreño, manifestando "que le es muy satisfactoria la buena disposición en que se halla el actual encargado del Supremo Poder Ejecutivo del Salvador."
En el 2 de junio de 1851, el gobierno del Estado de El Salvador emitió un reglamento para las elecciones de diputados a la Asamblea Nacional Constituyente. Según el reglamento, cada uno de los doce círculos senatoriales en El Salvador debían elegir un diputado propietario y un suplente, las elecciones debían verificarse el domingo 22 del corriente en tres días consecutivos. El reglamento había que ser puesto en conocimiento del cuerpo legislativo en su próxima reunión para su aprobación o reforma.
Por la situación peligrosa en que se encontraba el Estado de Nicaragua, la Representación Nacional decretó en el 7 de octubre de 1851 trasladar el lugar de la reunión de la Asamblea Nacional Constituyente de Chinandega a la ciudad de Tegucigalpa y señaló el día 15 de noviembre para su verificación. La misma Representación Nacional también se trasladó de León al Estado de Honduras. Los diputados no concurrieron en la fecha señalada.
En el 10 de diciembre de 1851, la renuncia que hizo de su destino el delegado propietario a la Representación Nacional Pablo Buitrago fue admitida por el gobierno nicaragüense, nombró en su lugar a José Sacasa. El mismo día, la Asamblea Legislativa de Nicaragua decretó que el estado concurrirá al Congreso Nacional Constituyente con 12 representantes, 3 por el Departamento Oriental, 3 por el Septentrional, 3 por el Occidental y 3 por el Meridional. En el 11 de diciembre la Asamblea de Nicaragua decretó adoptar el decreto de convocatoria del 31 de marzo emitido por la Representación Nacional.
En enero de 1852, las autoridades hondureñas reiteraron a las de El Salvador y Nicaragua su propuesta de reunir una asamblea constituyente. 
Para abril de 1852, El Salvador ya tenía electos sus diputados a la Asamblea Nacional Constituyente.
| Círculos Senatoriales | Propietarios        | Suplentes        |
| --------------------- | ------------------- | ---------------- |
| San Salvador          | Victoriano Nuila    | Rafael Pino      |
| Quezaltepeque         | Luis Ayala          | Marcelo Ayala    |
| Sonsonate             | Enrique Hoyos       | Rafael Campo     |
| Santa Ana             | José Campo          | Manuel Gómez     |
| Zacatecoluca          | Luis Ayala          | Marcelo Ayala    |
| San Vicente           | Cayetano Molina     | Esteban Castro   |
| San Miguel            | José Sacasa         | Gerardo Barrios  |
| Gotera                | Gerardo Barrios     | José María Silva |
| Usulután              | José Miguel Montoya | Pedro Falla      |
| Ahuachapán            | José Campos         | Miguel Molina    |
| Chalatenango          | Enrique Hoyos       | Rafael Pino      |
| Suchitoto             | Juan José Bonilla   | Victoriano Nuila |

Finalmente inició sus sesiones en Tegucigalpa en octubre de 1852. La constituyente aprobó un Estatuto Nacional de la República de Centroamérica y eligió como Presidente de ésta al general José Trinidad Cabañas, pero estos auspiciosos comienzos se vieron súbitamente interrumpidos debido a que tanto El Salvador como Nicaragua rechazaron el Estatuto aprobado. Nicaragua, además, se erigió en República soberana, como ya lo habían hecho Costa Rica y Guatemala varios años antes. Esto hizo también que decayeran los impulsos unionistas en Centroamérica durante largo tiempo.